# Jaroslav Novobilský
Jaroslav Novobilský (14. října 1903 Závišice – 7. května 1942 Koncentrační tábor Mauthausen) byl český pedagog a odbojář z období druhé světové války popravený nacisty.

## Život

### Před nástupem nacismu
Jaroslav Novobilský se narodil 14. října 1903 v Závišicích v okrese Nový Jičín v chudé rodině Ludvíka a Anny Novobilských. Mezi lety 1909 a 1915 navštěvoval obecnou školu v Závišicích, následně studoval do roku 1919 na reálném gymnáziu v Příboře a posléze tamtéž na učitelském ústavu. Zde v červnu 1923 maturoval. Na jeden měsíc nastoupil v září téhož roku jako učitel na obecnou školu v Rybí, poté absolvoval prezenční vojenskou v Opavě. Po návratu v březnu 1925 postupně učil v obecných školách v Větřkovicích, Libhošti a Mniší. V roce 1927 po absolvování předepsané zkoušky nastoupil na nově zřízenou měšťanskou školu v Melči. V roce 1930 se oženil s Helenou Královou a poté jeden rok vyučoval na měšťanské škole v Opavě. Na žádost české menšiny se v září 1931 vrátil zpět do Melče, kde se stal řídícím učitelem. Jako představitel české školy fungující v provizorních podmínkách a v německém prostředí to neměl jednoduché, problémy měl např. s ubytováním. Díky jeho úsilí byla v Melči postavena nová školní budova, oficiální otevření proběhlo 7. června 1936 pod jménem Masarykova obecná a měšťanská škola. Škola byla trnem v oku místnímu německémuu obyvatelstvu, její stavbu z jejich popudu posuzoval i Mezinárodní soudní dvůr v Haagu. Jaroslav Novobilský se účastnil kulturního života i v okolí Melče, pořádal přednášky a ochotnická představení, podílel se na vzniku melčského hasičského sboru, byl činný v Matici opavské. Rád cestoval, navštívil několik zemí a ze svých cest čerpal materiál pro své přednášky. Korespondoval s cizinou, věnoval se esperantu, byl radioamatérem.

### Po nástupu nacismu
Během událostí okolo Mnichovské dohody opouštěl Jaroslav Novobilský Melč za dramatických okolností. Nejprve se rodina přesunula k jeho rodičům do Závišic, ale i ty se staly součástí odstoupeného území, a tak musela pokračovat dále do vnitrozemí. Jaroslav Novobilský poté dostal místo na měšťanské škole v Horních Moštěnicích, od 1. února 1939 nastoupil na post řídícího učitele v měšťanské škole v Pňovicích. Po německé okupaci zbytku republiky vstoupil do protinacistického odboje. Provozoval zpravodajskou činnost, pomáhal při ukrývání osob, spolupracoval s odbojovými skupinami včetně sovětských výsadků ze září 1941. Zatčen měl být 22. října 1941. Při příjezdu gestapa se nenacházel doma a měl informace o zatýkání svých kolegů. Z obav o osud rodiny neuprchl, vrátil se domů a o den později byl fyzicky zatčen, přímé doklady o odboji ale gestapo nenalezlo. Jaroslav Novobilský byl nejprve vězněn v Olomouci, poté v Brně na Kounicových kolejích, kde byl stanným soudem odsouzen k trestu smrti. Následně byl převezen do koncentračního tábora Mauthausen, kde byl 7. května 1942 zastřelen.

## Rodina
Otec Jaroslava Novobilského Ludvík Novobilský se živil jako topič, později jako příležitostný dělník, matka Anna rozená Šimíčková pracovala jako dělnice. I přes nuzné poměry se snažili zajistit Jaroslavovi a jeho sourozencům vzdělání. Dne 30. září 1930 se oženil s Helenou Královou. Manželům se v roce 1931 narodila dcera Jaroslava, budoucí pracovnice Výzkumného ústavu anorganické chemie v Ústí nad Labem, a v roce 1935 syn Vlastimil, budoucí rektor Univerzity Jana Evangelisty Purkyně.